# Alan Rees
Pour les articles homonymes, voir Rees.
Alan Rees, né le 12 janvier 1938 à Newport (Pays de Galles) et mort le 6 septembre 2024 à Ascot,, est un pilote automobile britannique, actif depuis le début des années 1960.

## Biographie

### Carrière
Alors étudiant, il fit ses débuts en compétition automobile en 1959, au volant d'une Lotus Eleven. Il obtient des résultats prometteurs et, aidé financièrement par son père, il dispute la saison 1960 sur une Lola de Formule Junior. Remarqué par Colin Chapman il devient dès 1962 pilote officiel du Team Lotus. Deux ans plus tard, la Formule 2 renait et Rees signe un contrat avec l'écurie Winkelman qui aligne des Brabham dans cette catégorie. Durant plusieurs années, il fut l'un des principaux animateurs de la F2, et fut sacré champion de Grande-Bretagne en 1967. Il a occasionnellement piloté en Formule 1, disputant notamment le Grand Prix de Grande-Bretagne 1967 au volant d'une Cooper. Il arrêta la compétition à la fin de l'année suivante pour fonder, avec Max Mosley, Graham Coaker et Robin Herd, la compagnie March, construisant des voitures de courses. Il fut par la suite directeur sportif de Shadow puis d'Arrows.